# Małgorzata Sadurska
Małgorzata Barbara Sadurska, née le 3 décembre 1975 à Puławy, est une femme politique polonaise membre de Droit et justice (PiS).
Elle est cheffe de la chancellerie du président de la République entre 2015 et 2017.

## Biographie

### Jeunesse
Diplômée en droit de l'université Marie Curie-Skłodowska en 2000, elle est élue en 2002 membre de l'assemblée du district de Puławy. Elle suit en 2003 un cursus en gestion à l'École des affaires de Lublin (LSB).
Pour les élections européennes du 13 juin 2004, elle est investie par PiS en deuxième place sur la liste de la circonscription de Lublin. Avec 4 870 voix préférentielles, elle termine deuxième des candidats de Droit et justice, qui n'emporte aucun député européen.

### Députée
Environ un an plus tard, elle postule aux élections législatives du 25 septembre 2005, occupant la quatrième position de la liste de PiS dans la circonscription de Lublin. Elle réunit alors 6 988 votes de préférence, soit le troisième score de sa liste qui remporte cinq sièges. Le 19 octobre, Małgorzata Sadurska entre à la Diète à l'âge de 29 ans.
Élue au Conseil national de la magistrature (KRS) le 18 octobre 2006, elle est nommée secrétaire d'État de la chancellerie du président du Conseil des ministres pour le travail et la politique sociale le 1er juin 2007.
Dans la perspective des élections législatives anticipées du 21 octobre 2007, elle obtient la troisième place de sa liste électorale. Rassemblant 21 420 suffrages préférentiels, elle assure le deuxième résultat entre les candidats de Droit et justice et obtient ainsi sa réélection.
Lors des élections législatives du 9 octobre 2011, elle est rétrogradée en sixième position de la liste de PiS dans la circonscription de Lublin. Elle obtient son troisième mandat parlementaire en recueillant 15 946 voix préférentielles, ce qui lui donne le quatrième score de la liste.
Dix ans après son premier échec, elle se présente aux élections européennes du 25 mai 2014, à la dixième place de la liste de Droit et justice dans la circonscription de Lublin. Elle se positionne quatrième avec 8 436 votes de préférence, alors que PiS n'obtient qu'un élu.

### Chef de la chancellerie présidentielle
Le 7 août 2015, Małgorzata Sadurska est nommée à 40 ans chef de la chancellerie du président de la République de Pologne par le nouveau chef de l'État issu de PiS, Andrzej Duda. Seizième titulaire de cette fonction, elle est la cinquième femme à l'occuper et protocolairement la plus haute responsable de l'administration présidentielle. Conformément au régime des incompatibilités, elle démissionne de son mandat parlementaire. Celui-ci revient peu après à Krzysztof Głuchowski. À partir du 9 mars 2016, elle siège au Conseil national de sécurité (RBN).